# Clan D'Alessandro
El clan D'Alessandro es una asociación de la Camorra operando en el sur de la provincia de Nápoles, en la zona del municipio de Castellammare di Stabia, Calabria, y originaria de la aldea de Scanzano.
En colaboración con el clan Di Martino, también está activo en Emilia-Romaña (provincias de Rimini, Bolonia, Provincia de Rávena y Parma, especialmente en Salsomaggiore Terme, donde estaría operativa una rama del clan). Según una investigación iniciada en 2017, que se saldó con 26 detenciones, realizada el 3 de junio de 2020, contra los clanes D'Alessandro y Afeltra-Di Martino, los D'Alessandro estaban activos en la 'ndrine Bellocco y Pesce del municipio de Rosarno, en la Reggino, que constituía el principal canal de suministro de narcóticos del clan Stabiese y del clan Lattari.

## Historia
El origen se remonta a mediados de los años setenta y sus alianzas han cruzado la historia de los Cutolo, el Bardellino, el Nuvoletta y El clan Gionta no se dedicaba sólo al comercio de drogas, que llegaban al puerto de Rávena para luego transportarlas por tierra a otras zonas, entre la Baja Campania y Calabria. . Existen clubes nocturnos, restaurantes, bares y tiendas de ropa, especialmente outlets y tiendas de ropa interior, donde podemos ubicar a algunas de las chicas traídas del extranjero y no colocadas en los clubes nocturnos como vendedoras. Y sobre el terreno, de la logística patronal se ocupan los lugareños, con quienes los camorristas se reúnen a la vista de todos, en los cafés de los centros comerciales locales. En cuanto al capítulo de las infiltraciones en la costa adriática, los documentos de la antimafia napolitana hablan de la realización y control directo o a través de testaferros (a menudo las esposas de los jefes) de actividades económicas y empresariales, usura, posesión de armas de guerra. y explosivos, blanqueo de dinero y asesinatos, como los de Luigi Tommasino, concejal municipal del PD de Castellamare asesinado en 2009, del aparcacoches Antonio Scotognella y de Aldo Vuolo. Crímenes que siempre les involucran, a los hombres de D'Alessandro, quienes desde la provincia de Nápoles permanecieron mucho tiempo en Romaña, planificando también desde aquí los asesinatos. Y, de hecho, los investigadores están empezando a mirar este ámbito a partir de lo que, en dos fases entre 2006 y 2008, algunos colaboradores de la justicia están empezando a decir, desde varios años antes. Según los investigadores, el clan también organizaba peleas de perros clandestinas. En agosto de 2003 se descubrió un auténtico cementerio de animales. Los investigadores vincularon el lugar a Luigi D'Alessandro (hijo de Michele), quien en ese momento estaba en prisión y tenía condenas anteriores por el asunto. El 9 de junio de 2003, según constataron los investigadores, este último mató a un pastor alemán, metiéndole un tiro en la cabeza.

## Jefe
Michele D'Alessandro (Castellammare di Stabia, 24 de mayo de 1945 - 16 de febrero de 1999): carismático y decidido, numerosos informantes afirman que fue el instigador de decenas de asesinatos encargados durante la disputa contra el clan liderado por Umberto Mario Imparato. El jefe de Scanzano nunca se arrepintió de la elección hecha por el número uno de la Nueva Familia - Carmine Alfieri y su delfín Pasquale Galasso de colaborar con el Estado, declaró irónicamente a los jueces: " Esos son verdaderos jefes, pueden arrepentirse, yo tendría poco que decir". Palabras clave dichas como evidencia de una elección de vida nunca negada por el jefe, a diferencia de otros miembros destacados de la Camorra que se arrepintieron cuando fue "necesario" y quizás "por conveniencia". Tras esconderse, fue posteriormente localizado y detenido en un escondite de Secondigliano puesto a su disposición, según los investigadores, por su amigo y aliado Paolo Di Lauro. La muerte de Michele D'Alessandro, ocurrida en prisión tras un infarto, no determinó el fin del núcleo mafioso de la familia debido a la entrega del poder a su esposa Teresa Martone.
Luigi D'Alessandro: hermano del capo Michele, salió de prisión en 2018 y, según los investigadores, con su regreso a la libertad aún puede cambiar el equilibrio criminal de la zona de Stabia. Porque después de casi 30 años en prisión, en las últimas horas, Gigginiello, cofundador de la banda de Scanzano, pudo volver a ver su barrio y Castellammare. Donde todo empezó, donde todavía se llevan a cabo negocios ilícitos en nombre y por cuenta de la misma organización criminal. De ese clan, del que siempre se le ha considerado la mente económica y emprendedora. Era el año 1993 cuando la policía llamó a la puerta de un apartamento en la localidad de Castellammare di Stabia. En la casa, junto a una sobrina del matrimonio, se encontraban el patrón Luigi D'Alessandro y su esposa Annunziata Napodano. Gigginiello se encontraba prófugo desde mayo de 1992, tras haber sido objeto de una orden de prisión preventiva por no haber respetado las obligaciones de vigilancia especial y de residencia en Camerota, Cilento. La disposición fue emitida en febrero del mismo año. Según lo que pudieron comprobar entonces los investigadores, Luigi D'Alessandro habría sido el encargado de gestionar el clan durante los periodos de detención de su hermano (Michele, también prófugo en 1993). Renato Cavaliere, un ex asesino arrepentido del clan no tiene dudas: "Me enteré de que Luigi D'Alessandro fue liberado de prisión. Ahora es él quien ha asumido el control del clan y decide todas las estrategias de Scanzano «Sólo Luigi manda»."
Teresa Martone: Representa a la directora de una organización criminal muy establecida en Castellammare y los municipios circundantes: una mujer inteligente, capaz de formar excelentes alianzas con el submundo de Secondigliano y capaz de gestionar los grupos. de fuego con extrema "parsimonia". Los asesinos intervienen sólo cuando "es imposible prescindir de ello" y luego desaparecen en el aire: una señal significativa de cómo la intención de los D'Alessandro es controlar criminalmente la zona sin hacer "ruido inútil", es decir, sin atraer atención. la atención de las fuerzas del orden de forma contraproducente.
Luigino, Pasquale, Vincenzo d'Alessandro: estos son los nombres de los herederos del patrón de Scanzano que fueron dirigidos magistralmente por su madre Teresa en los más delicados períodos históricos del clan, cuando nadie parecía tener la capacidad de revivir la imagen de un clan de la Camorra fuertemente temido por los otros grupos de la Nueva Familia.

## La disputa con el clan Imparato
Umberto Mario Imparato, entonces tesorero de los D'Alessandro, fue acusado por su jefe Michele de haber robado grandes sumas de las arcas del clan, obligando a su antiguo leal a esconderse en los montes Lattari para escapar de la sentencia de muerte dictada contra él. Desde las montañas Lattari, Imparato, gracias a alianzas con familias criminales locales, creó un grupo criminal autónomo, fuerte en el carisma que siempre había ejercido sobre los jóvenes que veían en el jefe Michele D'Alessandro un hombre extremadamente crudo y violento. personaje. Así comenzó una guerra entre Imparato y D'Alessandro que se saldó con 70 muertos en sus respectivos bandos. El modus operandi de los sicarios de Imparato era particular: salían de las montañas sólo para matar y luego desaparecían rápidamente en el aire. Imparato comprendió pronto que para ganar definitivamente tendría que atacar directamente a Michele D'Alessandro: así fue como Imparato preparó una emboscada bien organizada hasta en los más mínimos detalles (se habló incluso de asesores militares para su realización). 
Era viernes 21 de abril de 1989 cuando cerca del Hotel dei Congressi D'Alessandro y su escolta se dirigían en moto a la comisaría a firmar el registro de vigilancia especial cuando el comando de Imparato les balearon. 4 integrantes del clan D'Alessandro quedaron muertos en un asfalto ensangrentado: Pasquale Santarpia, de 32 años; Domenico D'Alessandro, 26 años, hermano del jefe; Giovanni Grieco, de 21 años, agonizaba cuando lo trasladaron al hospital, donde llegó sin vida; Giuseppe Sicignano, de 31 años, murió dias después en el hospital tras recibir un disparo en la cabeza durante el tiroteo. El líder del clan, Michele D'Alessandro, de 44 años, sobrevivió con heridas leves en las piernas y el hombro. Entre los heridos había además de Michele D'Alessandro hubo también un inocente, un niño de 7 años (quien también solo sufrió una herida leve en la pierna). El jefe Michele sólo sufrió algunas heridas (un detalle extraño que más tarde llevó a los investigadores a creer que los asesinos habían perdonado deliberadamente a D'Alessandro). La ira incontrolable de D'Alessandro, que sobrevivió milagrosamente al tiroteo, por la masacre de su hermano y de sus escoltas no se hizo esperar: hubo muertes por todas partes en Castellammare di Stabia y en el Lattari en una disputa sin cuartel. Una guerra que duró hasta marzo de 1993: en ese período la policía logró localizar y abatir a tiros a Umberto Mario Imparato y sus guardaespaldas (un tal Vanacore) en los Lattari. Se cree que el operativo fue el resultado de una traición dentro del mismo clan. Más tarde, el hijo de Imparato también perderá la vida en una emboscada mientras que su hija Tatiana, inicialmente acusada de ser la regente del clan, será absuelta de todos los cargos contra ella.